# Griñón
Griñón er en by og kommune i det centrale Spanien i Madrid-regionen. Den har et indbyggertal på 10.718 (2024) indbyggere.